# Maude Fealy
Maude Fealy (født Maude Hawk; 4. marts 1883, død 9. november 1971) var en amerikansk teater- og filmskuespillerinde.
Født i Memphis, Tennessee som datter af skuespillerinden og skuespillerlærer Margaret Fealy. Hendes mor giftede sig igen med Rafaello Cavallo – den første dirigent i Pueblo, Colorados symfoniorkester – og Maude Fealy levede og vendte tilbage dertil for det meste af hendes liv. Allerede som 3-årig optrådte hun på scenen med sin mor og fik sin Broadway-debut i en 1900 opsætning af Quo vadis – igen med sin mor. Mellem 1902 og 1905 var hun ofte på turne med Sir Henry Irvings teatertrup i Storbritannien. Fra 1907 var hun en etableret stjerne i amerikansk teater.

## Personligt liv
I Denver Colorado mødte hun en dramakritiker fra en lokal avis ved navn Lewis Hugo Sherwin, som hun giftede. Ægteskabet blev indgået i det skjulte, da de ikke forventede Maudes dominerende mor ville syntes godt om hendes valg af mand. Men ægteskabet endte snart i en separation efterfulgt af skilsmisse i 1909. Hurtigt derefter giftede Maude sig med skuespilleren James Peter Durkin, men også dette ægteskab endte i skilsmisse i 1917, hvorefter Maude blev involveret i et kortvarigt lesbisk forhold til skuespillerinden Eva Le Gallienne. Kort efter dette giftede hun sig for tredje og sidste gang, denne gang med James E. Cort. Også dette ægteskab endte i brud, denne gang dog i en ophævelse uden skilsmisse. Ifølge rygterne var Maude lesbisk, men det blev aldrig bekræfte med sikkerhed og lesbiske forhold var almindeligt udbredte i de tidlige år af Hollywood.

## Karriere
I 1911 indspillede Maude Fealy sin første stumfilm, hvorefter hun ikke indspillede flere film de næste fjorten år. Efter filmen organiserede hun et teaterhold som hun opsatte forestillinger med på Lakeside Theatre i Denver og i det følgende år begyndte at turnere med langs vestkysten af USA. I 1930'erne havde hun slået sig ned i Los Angeles hvor hun blev involveret i New Deal projektet Federal Theatre der havde som formål at ansætte arbejdsløse teaterfolk. Som 50-årig vendte hun tilbage til filmen, hvor hun spillede en række hjælperoller. Hun fortsatte med at optræde i film og teater det meste af livet.
Maude Fealy døde i 1971 i en alder af 88 på pensionisthjemmet Motion Picture & Television Country House and Hospital i Mulholland Drive, Woodland Hill, Californien, og blev begravet på kirkegården Hollywood Forever.